# 박민기 (성우)
박민기(1990년 9월 18일 ~ )는 대한민국의 성우로, 2018년 대교방송 성우극회 공채 8기로 입사하였다.

## 출연작

### 애니메이션
- 바쿠간 배틀 바쿠기어 - 라이트닝, 로렌, 매그너스 블랙
- 베이블레이드 버스트 슈퍼킹 - 척, 아나운서, 하이페리온
- 보리스 - 광대, 강아지, 로저
- 블레이징 틴스 최후의 마스터6 - 우동
- 무스티 - 토끼 아저씨
- 헬로 카봇 쌈바(SBS) - 버스터
- 헬로 카봇 젬(SBS) - 하울러
- 메카드볼(MBC) - 백산, 경호원 1/2, 바이트울프, 디스피온
- 디지몬 어드벤처:(대원방송) - 그레이몬, 메탈그레이몬, 워그레이몬, 블리츠그레이몬
- 카비온(KBS)
- 신비아파트 고스트볼 ZERO: 두 번째 이야기(투니버스) - 언노운, 박세건

### 특촬물
- 파워레인저 젠카이저(대원방송) - 깜짝상자 월드

### 오디오북
- 플라이백
- 90년생과 어떻게 일할 것이가
- 10년 동안 24개국을 여행하며 깨달은 것들
- 스무살, 절대 지지 않기를
- 까칠한 아이 - 아빠

### 오디오 드라마
- 황자님께 입덕합니다 - 첸슬러 슈완델